# Maryam Jahangiri
Maryam Jahangiri, (in persiano  مریم جهانگیری‎) (Urmia, 2 luglio 1917 – Urmia, 9 agosto 1952), è stata una poetessa, docente e musicista iraniana. 
È stata anche drammaturga, cantastorie e attivista per i diritti delle donne.

## Biografia

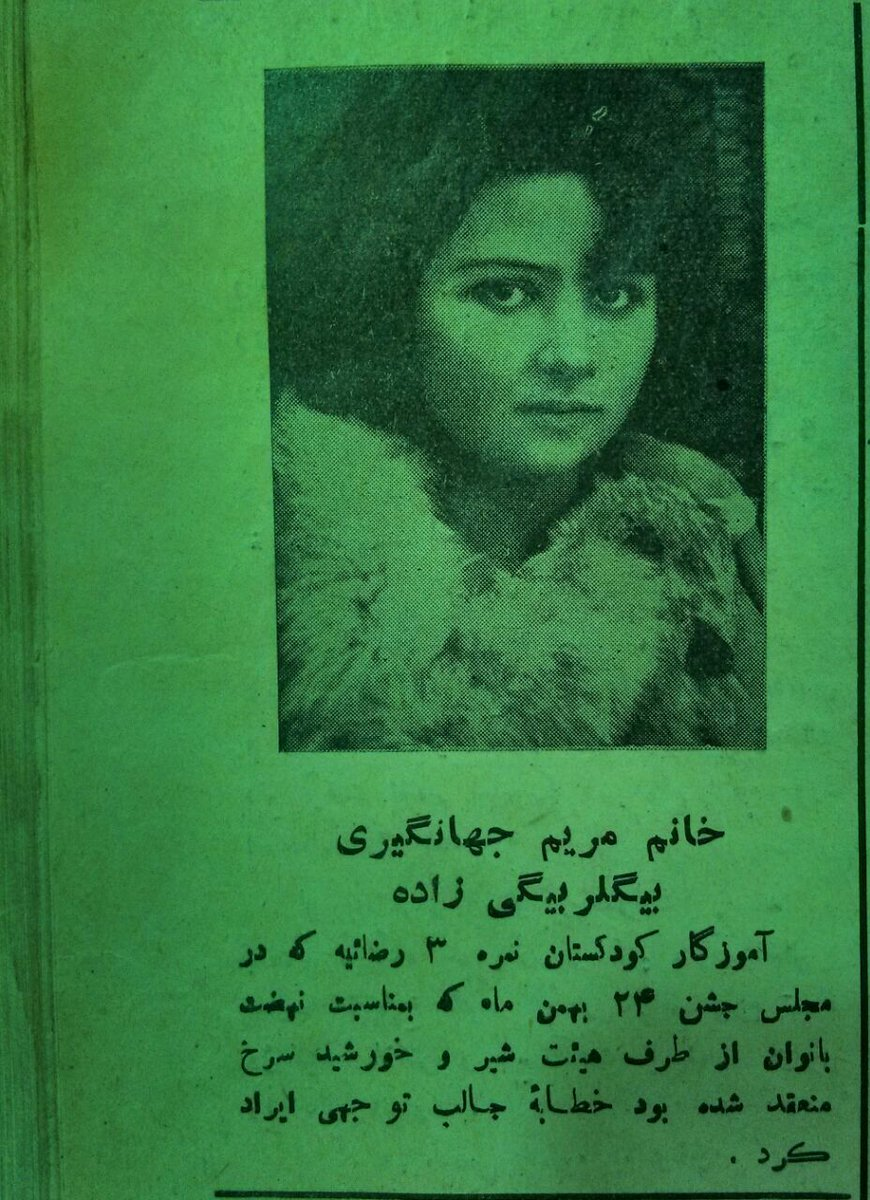
Copertina di un opuscolo di opere della poetessa iraniana Maryam Jahangiri, circa 1940.

Maryam Jahangiri, iraniana-azeri, nacque il 2 luglio del 1917 a Urmia, conosceva perfettamente persiano e il turco. Scriveva in entrambe le lingue.
Maryam Jahangiri è una delle poetesse iraniano-azere che ha saputo preservare l'identità letteraria turca nella cultura iraniana, alla stessa stregua del poeta Mohammad Hossein Behjat Tabrizi (1907-1989), detto Shahrayar (principe della poesia).
Morì all'età di 35 anni, nel 1952.